# Суперкубок Еквадору з футболу
Суперкубок Еквадору з футболу — клубний турнір з футболу, що проводиться в Еквадорі. 
Учасниками змагання є володар кубку Еквадору та чемпіон країни. Організатором змагання є Еквадорська федерація футболу.

## Фінали
| Рік  | Переможець               | Рахунок       | Фіналіст       |
| ---- | ------------------------ | ------------- | -------------- |
| 2020 | ЛДУ Кіто                 | 1:1 пен. 5:4  | Дельфін        |
| 2021 | ЛДУ Кіто                 | 1:0           | Барселона      |
| 2022 | не проводився            | не проводився | не проводився  |
| 2023 | Індепендьєнте дель Валле | 3:0           | Аукас          |
| 2024 | не проводився            | не проводився | не проводився  |
| 2025 | ЛДУ Кіто                 | 0:0 пен. 5:4  | Ель Насьйональ |

## Досягнення по клубам
| Клуб                     | Кількість перемог | Роки перемог     | Кількість фіналів | Роки поразок |
| ------------------------ | ----------------- | ---------------- | ----------------- | ------------ |
| ЛДУ Кіто                 | 3                 | 2020, 2021, 2025 | —                 | —            |
| Індепендьєнте дель Валле | 1                 | 2023             | —                 | —            |
| Дельфін                  | —                 | —                | 1                 | 2020         |
| Барселона                | —                 | —                | 1                 | 2021         |
| Аукас                    | —                 | —                | 1                 | 2023         |
| Ель Насьйональ           | —                 | —                | 1                 | 2025         |